# Albert Richter
Albert Richter (Köln-Ehrenfeld, 14 de outubro de 1912 - Lörrach, 2 de janeiro de 1940) foi um ciclista alemão.

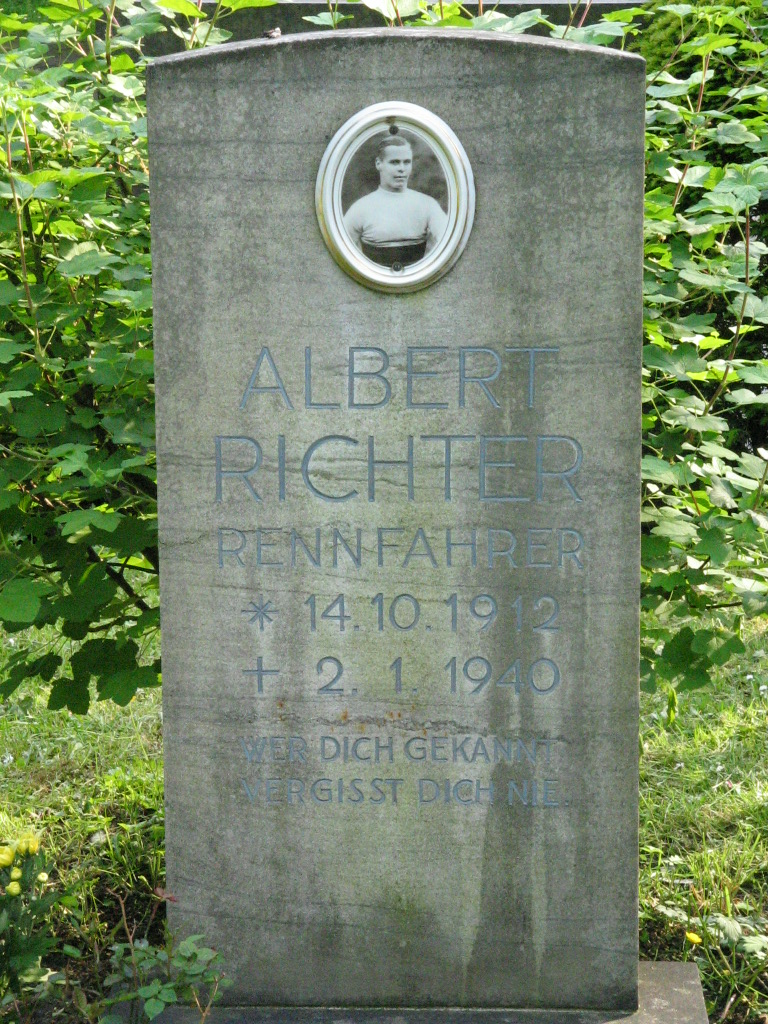
Sepultura de Albert Richter

Campeão alemão de velocidade sobre pista de 1932 a 1939, foi treinado por Ernst Berliner um judeu que se viu obrigado a emigrar devido à arianização do desporto em toda a Alemanha e à perseguição que foi movida contra os judeus. Pensa-se que o consumo de carne crua aconselhada por Berliner terá sido a causa do seu sucesso como corredor.
Richter opunha-se ao nazismo: não renunciou à colaboração do seu antigo treinador (apesar de judeu e se encontrar refugiado), recusava prestar a saudação nazi (Heil Hitler) , não envergava a cruz suástica na camisolas quando corria nas provas da Alemanha e ainda por cima recusou participar na Segunda Guerra Mundial. Estas atitudes tomadas por Richter não foram perdoadas pelos nazis que o terão colocado numa espécie de lista negra. Logo nos inícios de 1940, foi capturado pela Gestapo quando procurava refúgio na Suíça e passado pouco tempo apareceu enforcado. Oficialmente, os nazis afirmaram que ele se teria suicidado na cela (por ter sido apanhado a traficar divisas), mas no resto do mundo poucos acreditaram nesta versão (terá sido enforcado pelos nazis por não ter querido participar na Segunda Guerra Mundial). Após a Segunda Guerra Mundial Ernst Berliner tentou saber a verdade sobre a sua morte, mas não teve sucesso. Apesar de nunca ter sido feita uma análise à verdade dos acontecimentos, o que é certo é que foi precisa tamanha coragem para enfrentar o nazismo no seu próprio seio. Em 1997, o novo velódromo de Köln foi batizado com o seu nome.

## Grandes Prémios
- 1932 Sieger des "Grand Prix de Paris", Flieger, Amador- Campeão Mundial

- 1933 - 1939 Campeão alemão, Profissional

- 1934 e 1935 Vice-campeão

- 1936 Grande Prémio das Nações

- 1934 e 1938 Vencedor do "Grand Prix de Paris", Profissional